# Clara Haskil
Clara Haskil, född 7 januari 1895 i Bukarest, Kungariket Rumänien, död 7 december 1960, var en rumänsk-judisk pianist.
Clara Haskil var elev till Alfred Cortot och Ferruccio Busoni. Hon debuterade 1910, och blev särskilt erkänd för sina tolkningar av Mozart, Schubert, Schumann och Beethoven. Hon var mycket aktiv som kammarmusiker och uppträdde med Pablo Casals, Arthur Grumiaux och Eugène Ysaÿe.